# Júlio de Castilhos
Júlio de Castilhos est une municipalité brésilienne située dans l'État du Rio Grande do Sul.